# Mutua Madrid Open 2015
Die Mutua Madrid Open 2015 waren der Name eines Tennisturniers der WTA Tour 2015 für Damen sowie eines Tennisturniers der ATP World Tour 2015 für Herren und fanden zeitgleich vom 1. bis 10. Mai 2015 in der Caja Mágica in Madrid statt.

## Ergebnisse

### Herren
→ Qualifikation: Mutua Madrid Open 2015/Herren/Qualifikation

### Damen
→ Qualifikation: Mutua Madrid Open 2015/Damen/Qualifikation